# Alain Gottvallès
Alain Gottvallès (Casablanca, 22 marzo 1942 – Aubenas, 29 febbraio 2008) è stato un nuotatore francese.

## Carriera
Specializzato nello stile libero, ha vinto due medaglie d'oro ai campionati europei di Lipsia 1962.

## Palmarès
- Europei

Lipsia 1962: oro nei 100 m sl, nella 4 × 100 m sl e argento nella 4 × 200 m sl.